# Jazigo dos Duques de Palmela

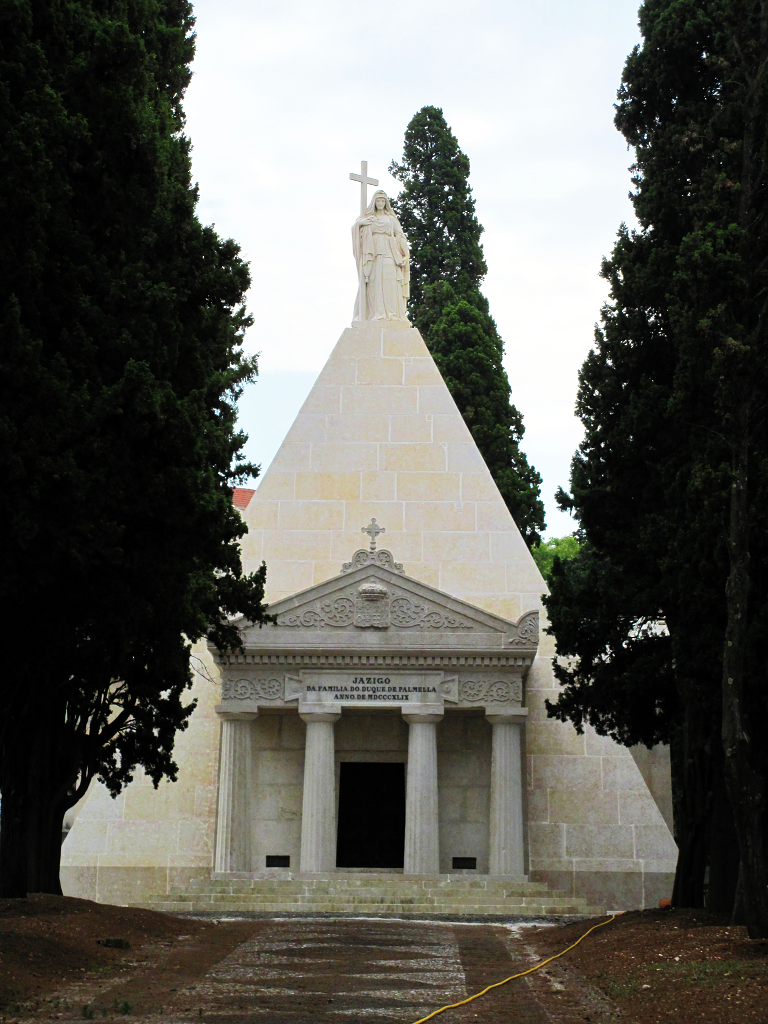
O Jazigo dos Duques de Palmela

O Jazigo dos Duques de Palmela, situado no limite sul do Cemitério dos Prazeres, em Lisboa, Portugal, é o maior mausoléu privado da Europa.
Foi construído em 1849 pelo arquitecto Giuseppe Cinatti (destacado maçon) sob encomenda de Pedro de Sousa Holstein, 1.º Duque de Palmela. O mausoléu conjuga no seu exterior vários símbolos ligados à maçonaria: o empedrado de losangos pretos e brancos da alameda que dá acesso ao pórtico dórico, as colunas que evocam o Templo de Salomão, os sete degraus da entrada. A família encontra-se inumada na capela e, no exterior, encontram-se enterrados os restos dos criados da família (mulheres do lado norte, homens do lado sul).
O túmulo guarda ainda algumas notáveis obras de arte, incluindo um cenotáfio de Alexandre de Sousa Holstein por Antonio Canova, em mármore de Carrara, duas arcas tumulares (uma concebida pelos irmãos Teixeira Lopes e outra por Germano José de Salles) com baixo-relevo de Vítor Bastos, o túmulo de D. Eugénia Francisca Xavier Teles da Gama, Duquesa de Palmela, com um baixo-relevo de Teixeira Lopes representando o quotidiano de um hospital, e uma expressiva figura feminina de Célestin Anatole Calmels (que também aqui se encontra sepultado, por ter sido amigo e mestre da 3.ª Duquesa de Palmela). O altar e a figura cimeira da pirâmide, no exterior, são de Araújo Cerqueira.
A reconhecida importância desta obra ímpar da arquitectura funerária levou Manuel de Sousa e Holstein Beck, Conde da Póvoa, a doá-lo à Câmara Municipal de Lisboa em 1997, a quem pertence actualmente.